# Provatura
La provatura o provatura romana è un formaggio fresco a pasta filata originario del Lazio fatto con Latte vaccino o latte di bufala. Esso è affine alla mozzarella e alla provola.

## Etimologia
Il nome deriva dal metodo di produzione: il formaggio viene ricavato dalla "prova", che è la parte della massa di formaggio usata per saggiare la qualità della filatura della pasta. Essa ha forma ovoidale o rotonda  delle dimensioni di un uovo, tanto che nelle ricette antiche viene data spesso come dose un "uovo di provatura".

## Storia
La prima menzione di questo formaggio si trova in un documento del XII secolo conservato nell'archivio vescovile di Capua. In esso, una cronaca medievale, si afferma che i monaci del monastero di S. Lorenzo ad Septimum, vicino Aversa, per la festa del santo patrono offrivano a i fedeli una "mozza" o "provatura" con un po' di pane.
Un antipasto con provatura è descritto ne La singolar  Dottrina, opera gastronomica di Domenico Romoli, detto il Panunto, edita nel 1560.
Spesso è stata confusa con la mozzarella, come in un'opera medica della scuola salernitana, più volte pubblicata nel XVI secolo, dove si dice che con latte bufalino "si fanno quelle palle legate con giunchi che qui si chiamano mozze e a Roma provature".
Secondo Antonio Frugoli, gastronomo lucchese vissuto nel '600, autore del trattato "Pratica e Scalcaria" mozzarella e provatura sono due formaggi differenti. Nella sua opera, che fu pubblicata in due edizioni nel 1631 e 1638, il Frugoli dedica alle mozzarelle e alle provature due capitoli diversi (intitolati rispettivamente "Ravaggiuolo, uova di bufale e mozzarelle, e loro qualità in cucina", e "Provature grandi e piccole, e loro qualità in cucina") nel quarto libro dell'opera, dedicato fra l'altro ai prodotti caseari. Dalla descrizione del Frugoli si evince che la Provatura può essere fresca o stagionata, e che ha un minore contenuto acquoso e una più alta quantità di sale e di caglio rispetto alla mozzarella. A causa di ciò, secondo il Frugoli, il quale seguiva la teoria umorale, la provatura è priva di quelle proprietà terapeutiche che egli invece riconosce alla mozzarella.
Come mostra il classico manuale di cucina romana di Ada Boni, ancora all'inizio del novecento la provatura svolgeva nella cucina della capitale il ruolo oggi ricoperto dalla mozzarella.

## Utilizzo
Oltre che essere gustato al naturale, nella cucina romana tradizionale la provatura è un ingrediente di diversi piatti tipici, come i Crostini di Provatura e alici e i supplì.